# Martín Leiva
Martín Darío Leiva, (Buenos Aires, 23 de abril de 1980) é um basquetebolista argentino que atualmente joga no Club de Regatas Corrientes que disputa a Liga Nacional de Básquet. O atleta possui 2,10m, pesa 113kg e atua na posição Pivô. 